# Mattew Denis Piciu
Mattew Denis Piciu, né le 21 juin 2002 à Tolède, est un coureur cycliste roumain.

## Biographie
Chez les juniors, Mattew Denis Piciu devient champion de Roumanie sur piste à plusieurs reprises,. Il intègre ensuite l'équipe continentale Mentorise Elite CFX en 2022. Sous ses nouvelles couleurs, il termine deuxième du championnat de Roumanie sur route dans la catégorie des espoirs. Il finit par ailleurs huitième du Tour de Serbie, inscrit au calendrier de l'UCI Europe Tour. 
En juillet 2023, il représente la Roumanie aux Jeux de la Francophonie, où il prend la septième place de la course en ligne. En juin 2024, il se classe deuxième du championnat de Roumanie sur route parmi les élites. Il remporte à cette occasion le titre au niveau espoir.

## Palmarès et résultats

### Par année
- 2022
  - 2e du championnat de Roumanie sur route espoirs
- 2023
  - Turul Colinelor
  - 2e du championnat de Roumanie sur route espoirs
- 2024
  - Champion des Balkans sur route
  -  Champion de Roumanie sur route espoirs
  - Turul Deva :
    - Classement général
    - 1re étape

  - 2e du championnat de Roumanie sur route
- 2025
  - Turul Deva :
    - Classement général
    - 1re étape

  - 2e du championnat de Roumanie du critérium
  - 3e du championnat de Roumanie sur route

### Classements mondiaux
| Année           | 2021   | 2022 | 2023   |
| --------------- | ------ | ---- | ------ |
| UCI Europe Tour | 1 441e | 874e | 1 542e |